# 2 tháng 3
Ngày 2 tháng 3 là ngày thứ 61 (62 trong năm nhuận) trong lịch Gregory. Còn 304 ngày trong năm.

## Sự kiện
- 986 – Louis V trở thành quốc vương của người Frank.
- 1498 – Hạm đội của Vasco da Gama thăm đảo Mozambique.
- 1657 – Đại hỏa hoạn tại Edo (nay là Tokyo), Nhật Bản, khiến hơn 100.000 người thiệt mạng; kéo dài trong ba ngày.
- 1807 – Quốc hội Hoa Kỳ thông qua Đạo luật cấm nhập khẩu nô lệ, theo đó không cho phép nhập khẩu các nô lệ mới vào đất nước.
- 1836 – Cách mạng Texas: Cộng hòa Texas thông qua tuyên bố độc lập khỏi Mexico.
- 1855 – Sa hoàng Nikolai I của Nga qua đời, Hoàng thái tử Aleksandr nối ngôi hoàng đế, bắt đầu cai trị Đế quốc Nga.
- 1882 – Victoria của Anh may mắn thoát nạn trước một nỗ lực ám sát của Roderick McLean tại Windsor.
- 1885 – Trận Hòa Mộc giữa quân Pháp và quân Tàu đang vây hãm thành Tuyên Quang.
- 1901 – Tổng công ty Thép Hoa Kỳ được thành lập bằng việc hợp nhất Công ty Thép Carnegie và Công ty Thép Federal, trở thành tổng công ty đầu tiên trên thế giới có vốn hóa thị trường trên một tỷ USD.
- 1919 – Các đại biểu Cộng sản, cách mạng xã hội, công đoàn họp tại Moskva để thành lập Quốc tế thứ ba.
- 1939 – Hồng y người Ý Eugenio Pacelli được bầu làm giáo hoàng trong Mật nghị Hồng y, lấy tên thánh Piô XII.
- 1943 – Chiến tranh thế giới thứ hai: Không quân Hoa Kỳ–Úc bắt đầu tấn công các đoàn tàu chuyển quân của Nhật Bản tại biển Bismarck khi chúng đang trên đường đến New Guinea.
- 1955 – Quốc vương Campuchia Norodom Sihanouk thoái vị, nhường lại ngôi vương cho cha là Norodom Suramarit.
- 1962 – Đảo Chính Myanmar 1962,Quân đội dưới quyền Tướng Ne Win đoạt được quyền lực tại Miến Điện
- 1965 – Chiến tranh Việt Nam: Quân đội Hoa Kỳ và Việt Nam Cộng hòa bắt đầu tiến hành Chiến dịch Sấm Rền, nội dung là oanh tạc miền Bắc Việt Nam.
- 1969 – Chuyến bay thử nghiệm đầu tiên của máy bay Concorde được tiến hành tại Toulouse, Pháp.
- 1969 – Bộ đội biên phòng Trung Quốc và Liên Xô phát sinh xung đột vũ trang tại đảo Trân Bảo giữa sông Ussuri.
- 1970 – Rhodesia tuyên bố là một nền Cộng hòa, cắt đứt những liên kết cuối cùng với quân chủ Anh.
- 1972 – Tàu thăm dò không gian Pioneer 10 được phóng đi từ Mũi Canaveral, Florida với sứ mạng khám phá các hành tinh bên ngoài.
- 1977 – Libya trở thành Đại Dân Quốc Nhân dân Xã hội Chủ nghĩa Ảrập Libya khi Đại hội Toàn dân thông qua "Tuyên bố về việc thành lập chính quyền nhân dân".
- 1992 – Armenia, Azerbaijan, Kazakhstan, Kyrgyzstan, Moldova, San Marino, Tajikistan, Turkmenistan và Uzbekistan gia nhập Liên Hợp Quốc.
- 2017 – Các nguyên tố Moscovi, Tennessine và Oganesson được chính thức thêm vào bảng tuần hoàn trong một hội nghị tại Moskva.
- 2022 – Nhóm nhạc nam Tempest được thành lập tại Hàn Quốc.

## Sinh
- 1545 – Thomas Bodley, nhà ngoại giao, người sáng lập thư viện người Anh (m. 1613)
- 1760 – Camille Desmoulins, nhà báo, chính khách người Pháp (m. 1794)
- 1770 – Louis Gabriel Suchet, Marshal người Pháp (m. 1826)
- 1779 – Joel Roberts Poinsett, chính khách, nhà thực vật học người Mỹ (m. 1851)
- 1800 – Evgeny Baratynsky, nhà thơ người Nga (m. 1844)
- 1820 – Multatuli, nhà văn người Đức (m. 1887)
- 1824 – Bedřich Smetana, nhà soạn nhạc người Séc (m. 1885)
- 1829 – Carl Schurz, nhà cánh mạng, chính khách người Đức (m. 1906)
- 1842 – Carl Jacobsen, người ủ rượu người Đan Mạch (m. 1914)
- 1849 – Robert Means Thompson, sĩ quan hải quân Mỹ (m. 1930)
- 1859 – Sholom Aleichem, tiểu thuyết gia người Nga (m. 1916)
- 1860 – Susanna M. Salter, chính khách người Mỹ (m. 1961)
- 1862 – Boris Borisovich Galitzine, nhà vật lý người Nga (m. 1916)
- 1886 – Willis O'Brien, họa sĩ phim hoạt hình người Mỹ (m. 1962)
- 1900 – Kurt Weill, nhà soạn nhạc người Đức (m. 1950)
- 1902 – Moe Berg, vận động viên bóng chày, điệp viên người Mỹ (m. 1972)
- 1904 – Dr. Seuss, tác gia người Mỹ (m. 1991)
- 1908 – Walter Bruch, kĩ sư người Đức (m. 1990)
- 1909 – Mel Ott, vận động viên bóng chày người Mỹ (m. 1958)
- 1912 – Henry Katzman, nhà soạn nhạc, nghệ sĩ dương cầm người Mỹ (m. 2001)
- 1913
  - Celedonio Romero, nghệ sĩ đàn ghita người Tây Ban Nha (m. 1996)
  - Mort Cooper, vận động viên bóng chày người Mỹ (m. 1958)
- 1914 – Martin Ritt, người đạo diễn người Mỹ (m. 1990)
- 1917
  - Desi Arnaz, Diễn viên, người chỉ huy dàn nhạc nhỏ người Mỹ gốc Cuba (m. 1986)
  - Jim Konstanty, vận động viên bóng chày người Mỹ (m. 1976)
  - David Goodis, nhà văn người Mỹ (m. 1967)
- 1919
  - Jennifer Jones, nữ Diễn viên người Mỹ
  - Tamara Toumanova, nữ Diễn viên ba lê, nữ Diễn viên người Nga (m. 1996)
- 1923
  - Orrin Keepnews, nhà văn, nhà phê bình người Mỹ
  - Robert H. Michel, chính khách người Mỹ
- 1926 – Murray Rothbard, nhà kinh tế học người Mỹ (m. 1995)
- 1927 – Roger Walkowiak, vận động viên xe đạp người Pháp
- 1928 – Father John Romanides, thầy tu, giáo sư người Hy Lạp (m. 2001)
- 1930
  - Emma Penella, nữ Diễn viên người Tây Ban Nha (m. 2007)
  - John Cullum, Diễn viên, ca sĩ người Mỹ
- 1931
  - Mikhail Sergeyevich Gorbachov, Tổng thư ký Đảng Cộng sản Liên Xô, người góp phần to lớn vào sự tan rã của Liên bang xô viết, giải thưởng Nobel hòa bình
  - Tom Wolfe, tác gia người Mỹ
- 1935 – Al Waxman, Diễn viên người Canada (m. 2001)
- 1937 – Abdelaziz Bouteflika, tổng thống Algérie
- 1938 – Ricardo Lagos, tổng thống Chile nguyên
- 1940 – Tony Croatto, nhà soạn nhạc người Ý (m. 2005)
- 1941 – David Satcher, Mỹ bác sĩ giải phẫu tướng thứ 16
- 1942
  - Peter Guber, nhà sản xuất phim người Mỹ
  - John Irving, tác gia người Mỹ
- 1942
  - Luc Plamondon, nhà thơ trữ tình người Pháp
  - Lou Reed, ca sĩ, nghệ sĩ đàn ghita người Mỹ
- 1943
  - Zygfryd Blaut, cầu thủ bóng đá người Ba Lan (m. 2005)
  - Claude Larose, vận động viên khúc côn cầu trên băng người Pháp
  - Peter Straub, tác gia người Mỹ
- 1944 – Uschi Glas, nữ Diễn viên người Đức
- 1947 – Harry Redknapp, ông bầu bóng đá người Anh
- 1948
  - Larry Carlton, nghệ sĩ đàn ghita người Mỹ
  - Rory Gallagher, nghệ sĩ đàn ghita người Ireland (m. 1995)
  - Jeff Kennett, chính khách người Úc
- 1949
  - Alain Chamfort, ca sĩ người Pháp
  - Gates McFadden, nữ Diễn viên người Mỹ
  - Eddie Money, ca sĩ người Mỹ
- 1950
  - Karen Carpenter, ca sĩ Mỹ (m. 1983)
  - Jeffrey Chodorow, Restaurateur, Financier người Mỹ
- 1952
  - Mark Evanier, nhà văn người Mỹ
  - Laraine Newman, nữ Diễn viên người Mỹ
- 1953 – Russ Feingold, chính khách người Mỹ
- 1955 – Ken Salazar, chính khách người Mỹ
- 1958
  - Ian Woosnam, vận động viên golf Wales
  - Peter Arnold, kiến trúc sư người Mỹ
- 1958 – Kevin Curren, vận động viên quần vợt người Nam Phi
- 1961 – Simone Young, người chỉ huy dàn nhạc người Úc
- 1962
  - Jon Bon Jovi, ca sĩ Mỹ
  - Al Del Greco, cầu thủ bóng đá người Mỹ
  - Morioka Hiroyuki, nhà văn người Nhật Bản
  - Michael Salinger, nhà thơ người Mỹ
  - Raimo Summanen, vận động viên khúc côn cầu trên băng, huấn luyện viên người Phần Lan
- 1964 – Mike Von Erich, đô vật Wrestling chuyên nghiệp người Mỹ (m. 1987)
- 1965
  - Ron Gant, vận động viên bóng chày người Mỹ
  - Lembit Öpik, chính khách người Anh
- 1968 – Daniel Craig, Diễn viên người Anh
- 1971 – Elizabeth Lackey, nữ Diễn viên người Mỹ
- 1972
  - Richard Ruccolo, Diễn viên người Mỹ
  - Amber Smith, nữ Diễn viên, người mẫu, người Mỹ
- 1973
  - Trevor Sinclair, cầu thủ bóng đá người Anh
  - Dejan Bodiroga, cầu thủ bóng rổ người Serbia
- 1974
  - Monika Niederstätter, vận động viên người Ý
  - Hayley Lewis, vận động viên bơi lội người Úc
- 1976 – Glenn Rubenstein, nhà văn, nhà báo người Mỹ
- 1977
  - Chris Martin, Ca sĩ người Anh (Coldplay)
  - Heather McComb, nữ Diễn viên người Mỹ
  - Andrew Strauss, cầu thủ cricket người Anh
  - Jay Gibbons, vận động viên bóng chày người Mỹ
- 1978 – Giannis Skopelitis, cầu thủ bóng đá người Hy Lạp
- 1979
  - Damien Duff, cầu thủ bóng đá người Ireland
  - Sergei Davydov, vận động viên trượt băng nghệ thuật người Belarus
- 1980
  - Édson Nobre, cầu thủ bóng đá người Angola
  - Lance Cade, đô vật Wrestling chuyên nghiệp người Mỹ
- 1981 – Bryce Dallas Howard, nữ Diễn viên người Mỹ
- 1982
  - Kevin Kurányi, cầu thủ bóng đá người Đức
  - Henrik Lundqvist, vận động viên khúc côn cầu trên băng người Thụy Điển
  - Ben Roethlisberger, cầu thủ bóng đá người Mỹ
  - Corey Webster, cầu thủ bóng đá người Mỹ
- 1983
  - Glen Perkins, vận động viên bóng chày người Mỹ
  - Lisandro Lopez
- 1984 – Elizabeth Jagger, người mẫu, nữ Diễn viên người Anh
- 1985
  - Hoa Nip, nhà thơ người Việt Nam
  - Robert Iler, Diễn viên người Mỹ
  - Reggie Bush, cầu thủ bóng đá người Mỹ
- 1988 – Keith Jack, ca sĩ, Diễn viên người Anh
- 1998 – Tua Tagovailoa

## Mất
- 855 – Lotario I, vua Frank, hoàng đế Đế quốc La Mã Thần thánh
- 1589 – Alessandro Cardinal Farnese, giáo chủ hồng y người Ý (s. 1520)
- 1729 – Francesco Bianchini, nhà triết học, nhà khoa học người Ý (s. 1662)
- 1758 – Pierre Guérin de Tencin, giáo chủ hồng y người Pháp (s. 1679)
- 1793 – Carl Gustaf Pilo, nghệ sĩ người Thụy Điển
- 1797 – Horace Walpole, chính khách, nhà văn người Anh (s. 1717)
- 1830 – Samuel Thomas von Sömmering, thầy thuốc người Đức (s. 1755)
- 1835 – Franz II, hoàng đế Đế quốc La Mã Thần thánh (s. 1768)
- 1840 – Heinrich Wilhelm Matthäus Olbers, nhà thiên văn người Đức (s. 1758)
- 1855 – Nikolai I, hoàng đế Nga (s. 1796)
- 1858 – Hà Thanh Quận công Nguyễn Phúc Miên Tống, hoàng tử con vua Minh Mạng nhà Nguyễn (s. 1822)
- 1880 – Sir John MacNeill, kĩ sư dân sự người Ireland (s. 1790)
- 1895 – Berthe Morisot, họa sĩ người Pháp (s. 1841)
- 1895 – Isma'il Pasha, phó vương Ai Cập (s. 1830)
- 1921 – Champ Clark, chính khách người Mỹ (s. 1850)
- 1930 – D. H. Lawrence, nhà văn người Anh (s. 1885)
- 1938 – Ben Harney, nhà soạn nhạc, nghệ sĩ dương cầm người Mỹ (s. 1871)
- 1939 – Howard Carter, nhà khảo cổ người Anh (s. 1874)
- 1945 – Emily Carr, nghệ sĩ người Canada (s. 1871)
- 1953 – Jim Lightbody, người chạy đua người Mỹ (s. 1882)
- 1959 – Eric Blore, Diễn viên người Anh (s. 1887)
- 1962 – Charles Jean de la Vallée–Poussin, nhà toán học người Bỉ (s. 1866)
- 1967 – José Martínez Ruiz, nhà thơ, nhà văn người Tây Ban Nha (s. 1873)
- 1970 – Marc–Aurèle Fortin, họa sĩ Quebec (s. 1888)
- 1974 – Salvador Puig Antich, người theo Chủ nghĩa vô chính phủ người Tây Ban Nha (s. 1948)
- 1982 – Philip K. Dick, tác gia người Mỹ (s. 1928)
- 1987 – Randolph Scott, Diễn viên, người đạo diễn người Mỹ (s. 1898)
- 1991 – Serge Gainsbourg, ca sĩ người Pháp (s. 1928)
- 1992 – Sandy Dennis, nữ Diễn viên người Mỹ (s. 1937)
- 1994 – Anita Morris, nữ Diễn viên người Mỹ (s. 1943)
- 1999
  - David Ackles, ca sĩ, người sáng tác bài hát người Mỹ (s. 1937)
  - Dusty Springfield, ca sĩ người Anh (s. 1939)
- 2001 – John Diamond, nhà báo người Anh (s. 1953)
- 2003
  - Hank Ballard, nhạc sĩ người Mỹ (s. 1927)
  - Malcolm Williamson, nhà soạn nhạc người Úc (s. 1931)
- 2004 – Mercedes McCambridge, nữ Diễn viên người Mỹ (s. 1916)
- 2005 – Rick Mahler, vận động viên bóng chày người Mỹ (s. 1953)
- 2005 – Martin Denny, nhạc sĩ người Mỹ (s. 1911)
- 2006 – Jack Wild, Diễn viên người Anh (s. 1952)
- 2007
  - Ivan Safronov, nhà báo người Nga (s. 1956)
  - Clem Labine, vận động viên bóng chày người Mỹ (s. 1926)
  - Thomas S. Kleppe, chính khách Mỹ (s. 1919)
- 2008 – Jeff Healey, nhạc sĩ người Canada (s. 1966)